# Guinglange
Guinglange – miejscowość i gmina we Francji, w regionie Grand Est, w departamencie Mozela.
Według danych na rok 1990 gminę zamieszkiwały 222 osoby, a gęstość zaludnienia wynosiła 21 osób/km² (wśród 2335 gmin Lotaryngii Guinglange plasuje się na 823. miejscu pod względem liczby ludności, natomiast pod względem powierzchni na miejscu 567.).